# Banka e Shqipërisë
A Banka e Shqipërisë ('Albánia Bankja') az albán állam pénzpolitikájáért felelős, az albán leket kibocsátó, 1925 szeptemberében alapított központi bank.  Székhelye a tiranai Szkander bég téren van, fiókintézetek találhatók Shkodrában, Elbasanban, Gjirokastrában, Korçában és Lushnjában.

## Története
Ismail Qemali, az első albán nemzeti kormány vezetője már 1913-ban törekedett egy albán központi bank megalapítására. A Qemali-kormány 1913. október 4-én adott koncessziót az osztrák Wiener Bankverein és az olasz Banca Commerciale d’Italia képviselőinek arra, hogy megalakítsák az Albán Nemzeti Bankot. A koncesszió azonban az ingatlanpiaci tevékenységet is magában foglalta, és félő volt, hogy a nép szegénységét kihasználva az új bank nagy földterületek birtokába jut Albániában. A szerződést végül megkötötték (egyik következménye a koncesszióval szembehelyezkedő Abdi Toptani pénzügyminiszter lemondása volt), de az első világháború előtti politikai viszonyok következtében a tervek nem váltak valóra.
A központi bankot végül 1925-ben, Amet Zogu elnöksége idején alapították meg. A tőkét az Albán Nemzeti Bank (Banca Nazionale d'Albania) néven e célra felállított, az Olasz Hitelintézet (Il Credito Italiano) által tulajdonolt olasz konzorcium, kisebb részben pedig a szintén olaszországi Társaság Albánia Gazdasági Fejlődéséért (Società per lo Sviluppo Economico dell'Albania) bocsátotta rendelkezésre. Az ötven évre szóló megállapodást a felek 1925 márciusában kötötték meg, amelyet az albán nemzetgyűlés június 1-jén ratifikált, július 12-én pedig Zogu is ellenjegyzett. A kormány különmegbízottja, Myfit Libohova koordinálta a bankalapítást előkészítő tárgyalásokat. A végül 1925. szeptember 2-án 12,5 millió aranyfrankos tőkével megalapított, római székhelyű és az olasz Mario Alberti irányította Albán Nemzeti Bank (Banka Kombëtare e Shqipnis) kezelte az albán állam aranytartalékait, és bocsátotta ki az első nemzeti valutát, az aranyfrankot és váltópénzét, a qintart. A bank igazgatótanácsában egyetlen albán, Tef Curani kapott helyet. A bank albániai központja Durrësban volt, emellett fiókokat nyitottak Tirana, Korça, Vlora, Shkodra, Berat, Elbasan és Gjirokastra városokban. Az ország közvéleménye és Zogu ellenzéke ellenérzésekkel fogadta az olasz gazdasági dominanciához vezető bank- és olajkoncessziókat. A nemzetgyűlés már szeptember 22-én különbizottságot állított fel annak megvizsgálására, hogy Libohova a tárgyalások során mindenben az albán érdekeknek megfelelően járt-e el. Az Albán Nemzeti Bank megalapítása volt az elsők egyike azon gazdasági lépések sorában, amely Albániát az 1930-as évekre gazdaságilag függővé tette Olaszországtól, s végeredményben előkészítette az ország olasz megszállását.
A hatalmat 1944-ben átvevő kommunisták 1945. január 13-án a bankot államosították, s az intézmény új neve Albán Állami Bank (Banka e Shtetit Shqiptar) lett.
2014. júliusban tették közzé, hogy egy munkavállaló mintegy 7,13 milliárd lekkel (öt millió eurónak megfelelő összeg) károsította meg a bankot, a pénzt pedig szerencsejátékokra és sportfogadásra költötte. A nyomozás során számos személyt letartóztattak, többek között a bank elnökét és a felügyelőbizottság elnökét. A felügyelőbizottság elnökét utóbb szabadon engedték, de a bankelnök ellen az államügyész vádat emelt hivatali visszaélés miatt.

## A székház épülete
A tiranai Szkander bég tér nyugati oldalán álló székház épületét 1936-ban fejezték be a 20. század első felében virágkorát élő racionalista stílusban. Az épületet Vittorio Ballio Morpurgo (1890–1966) olasz építész tervezte. A sokszög alaprajzú épület főépületében a bank reprezentációs terei kaptak helyet, kisebb szárnyában találhatóak az irodák. Az 1940-es években azt tervezték, hogy ez utóbbi munkaterületet mindkét oldalon összekötik a főépülettel, de a második világháború kitörése miatt erre nem került sor. Más állami épületekhez hasonlóan az ív alakú főépület stílusára jellemző a kormány hatalmát hangsúlyozó, nagy méretű és markáns homlokzat. A főbejáratot egy széles oszlopokon nyugvó óriási portál foglalja keretbe. A külső falakat domborművek díszítik.
A bankhoz eredetileg egy lakóépületet is terveztek az alkalmazottak részére. A szintén racionalista stílusú épület a bank közelében, a régi parlament (ma bábszínház) mellett épült fel.
2008-ban a központi bank közzétette az épület felújításának első terveit. Eszerint egy olasz építészirodát bíztak meg 13 millió euróért a székház korszerűsítésével, felújításával, bővítésével. A munkálatok során a bank a korábbi Hotel Dajti irodáiba költözött. 2015 elejéig a homlokzat és az épület belső felújítása majdnem teljesen elkészült, és a munkatársak visszaköltözhettek a felújított helyiségekbe. Október végére a felújítás befejeződött, és az új épületrészben egy pénzügyi múzeum is helyet kapott.

## Szervezete

### Elnök
A bank elnökét (tulajdonképpen kormányzó, albán nyelven guvernator) Albánia alkotmányának 161. cikkelye szerint az államelnök javaslatára a parlament választja meg hét évre. Elnökké választható a kilenc főből álló felügyelőbizottság bármely tagja. Az elnököt egy alkalommal lehet újraválasztani.
2014. október 28-án Alfred Moisiu államelnök Ardian Fullanit jelölte a bank elnökévé, és a parlament meg is választotta. 2011. november 17-én másodjára is megválasztották. 2014. szeptember 6-án a több milliós lopási üggyel kapcsolatban letartóztatták. 2014. december 4-én Bujar Nishani államelnök Gent Sejkót javasolta új elnöknek, akit a parlament 2015. február 5-én meg is választott.
Az albán központi bank elnökei a rendszerváltás óta a következők voltak:
- Ilir Hoti (1992. május – 1993. szeptember)
- Dylber Vrioni (1993. szeptember – 1994. december)
- Kristaq Luniku (1994. december – 1997. április)
- Qamil Tusha (1997. április – 1997. augusztus)
- Shkëlqim Cani (1997. augusztus – 2004. október)
- Ardian Fullani (2004. október – 2014. szeptember)
- Elisabeta Gjoni (2014. szeptember – 2015. február, megbízott)
- Gent Sejko (2015. február óta)

### Felügyelőbizottság
A felügyelőbizottság kilenc főből áll, akiket a kormány javasol a tisztségre, és a parlament hagyja jóvá.
2015 óta a felügyelőbizottság tagjai:
| - Gent Sejko, elnök - Elisabeta Gjoni, elnökhelyettes - Petraq Milo | - Dhori Kule - Ela Golemi - Ermelinda Meksi | - Tonin Kola - Natasha Ahmetaj - Denada Prifti |

## Fordítás
Ez a szócikk részben vagy egészben  a   Banka e Shqipërisë című német Wikipédia-szócikk ezen változatának fordításán alapul.  Az eredeti cikk szerkesztőit annak laptörténete sorolja fel. Ez a jelzés csupán a megfogalmazás eredetét és a szerzői jogokat jelzi, nem szolgál a cikkben szereplő információk forrásmegjelöléseként.